# Застенкер, Наум Ефимович
Нау́м Ефи́мович Засте́нкер (11 апреля 1903, Воронеж — 13 июля 1977, Москва) — советский историк, педагог, специалист по истории Запада ΧΙΧ-XX веков, кандидат исторических наук (1935), доцент кафедры новой и новейшей истории МГУ.

## Биография
Родился 11 апреля 1903 года в Воронеже в семье жестянщика.
В 1919 году вступил во Российский коммунистический союз молодёжи. В 1920 года стал заведующим политпросвета Воронежского горкома РКСМ. В 1923 году окончил Коммунистический университет имени Я. М. Свердлова. Работал в комсомольских и партийных организациях Воронежа и Иваново-Вознесенска.
В 1928 году поступил в Институт красной профессуры, в котором начал свою научную деятельность под руководством академика В. П. Волгина, занимался историей социалистических учений. Одновременно преподавал в Международной Ленинской школе при Коминтерне.
С 1931 года заведовал кафедрой всеобщей истории Белорусского коммунистического университета имени В. И. Ленина. Работал в Магнитогорске, затем стал деканом исторического факультета Свердловского государственного педагогического института.
В 1934 году вышла его первая монография «Баварская советская республика». На её основе защитил кандидатскую диссертацию в следующем году.
Заведовал школьным сектором Свердловского обкома ВКП(б), 31 августа 1936 года исключён из партии как «двурушник». В годы репрессий был арестован, в 1939 году освобождён.
В 1941—1946 годах читал курсы по истории колониальных и зависимых стран, истории социалистических идей в Уральском университете, в котором позже появилась научная библиотека Н. Е. Застенкера, переданная им в дар.
В 1947—1948 годах был заведующим отделом новой и новейшей истории журнала «Вопросы истории».
С 1948 года трудился на кафедре новой и новейшей истории исторического факультета МГУ в качестве старшего преподавателя и доцента.

## Научная деятельность
Автор более 90 научных работ по истории социалистических идей, новой истории Франции, Германии и Италии. Многие из этих работ были переведены во Франции, Италии, Румынии, Венгрии, Болгарии и других странах.
В 1948 году выпустил специальную монографию по революции Франции (1848—1849 гг.), главы в коллективных трудах и несколько статей.
Последней его опубликованной при жизни работой стала статья «Об организации рабочих делегатов Люксембургской комиссии 1848 г.».

## Основные работы
Книги
- Баварская советская республика, М., 1934;
- Революция 1848 г. во Франции, М. 1948;
- Очерки истории социалистической мысли, М., 1985.

Статьи
- Прудон и бонапартистский переворот 2 дек. 1851 г. // «Исторический журнал», 1944. № 11-12;
- Прудон и февральская революция 1848 // Французский ежегодник за 1960 г., М., 1961;
- Анри де Сен-Симон // История социалистических учений, т. 1, М., 1962;
- «Об организации рабочих делегатов Люксембургской комиссии 1848 г.» // «Французский ежегодник 1975», М., 1977.
- Прудон и его проект «Банка обмена» // Французский ежегодник за 1978 г., М., 1980.